# Offentlig förvaltning
Offentlig förvaltning, offentlig administration, offentlig tjänst eller civiladministrationen avser förvaltningen av de offentliga tillgångarna, inräknat verksamhet på kommunal, län/regional och statlig nivå. Offentlig förvaltning är även namnet på den relaterade akademiska disciplinen.

## Definition av begreppet
Begreppet offentlig förvaltning kan definieras genom vilka verksamheter den innehåller. Framför allt inkluderas den verksamhet som utövas av förvaltningsmyndigheterna. Dessutom inkluderas vissa situationer när sådan verksamhet utförs av annan än förvaltningsmyndighet. Till exempel när:
- regeringen handlägger enskilda fall enligt lagar och förordningar,
- riksdagen med stöd av 12 kap. 3 § Regeringsformen (1974:152) utövar offentlig förvaltning eller
- domstol hanterar personal- och lokalfrågor.

Det är inte all verksamhet av de institutionerna som är offentlig förvaltning. Riksdags och regerings normgivning faller inte in under begreppet och inte heller domstolars rättsskipning.

## Offentlig förvaltning i Sverige
Om offentlig förvaltning finns föreskrifter i bland annat 12 kap. regeringsformen och förvaltningslagen. Regeringen styr riket. Den är ansvarig inför riksdagen. Under regeringen lyder Justitiekanslern, och andra statliga förvaltningsmyndigheter, som inte enligt regeringsformen eller annan lag är myndighet under riksdagen.
Förvaltningsuppgift kan anförtros åt kommun, men även till bolag, förening, samfällighet, stiftelse, registrerat trossamfund eller någon av dess organisatoriska delar eller till enskild person. Många förvaltningsuppgifter har också anförtrotts åt kommuner genom kommunallagen. Till exempel har kommuner rätt att sköta angelägenheter av allmänt intresse som har anknytning till kommunen.
En advokat som är utsedd till konkursförvaltare utövar förvaltning när han eller hon beslutar om lönegaranti. Advokat verksam vid samma advokatbyrå som en konkursförvaltare har inte ansetts behörig att i konkursförvaltarens ställe besluta i fråga om betalning enligt lönegarantilagen enligt beslut av Svea hovrätt i mål Ö 100/93.

## Den akademiska disciplinen offentlig förvaltning
I Sverige är offentlig förvaltning benämningen på det akademiska ämne som på engelska kallas Public Administration. Offentlig förvaltning är en flervetenskaplig disciplin som kombinerar perspektiv från bland annat statsvetenskap, företagsekonomi, juridik, sociologi och nationalekonomi i studiet av den offentliga sektorns verksamhet och roll i samhället. Ämnet offentlig förvaltning/Public Administration, liksom de näraliggande och i praktiken överlappande ämnena Public Management, Public Policy, Public Governance och Public Law är vanliga utbildnings- och forskningsinriktningar bland europeiska och inte minst amerikanska lärosäten.
Förvaltningsutbildningar med olika benämningar erbjuds vid flera av Sveriges universitet. Förvaltningshögskolan vid Göteborgs universitet har tidigare varit den enda institution i landet som utfärdar kandidat-, master- och doktorsexamen i offentlig förvaltning. Nu kan man även få ut kandidatexamen i offentlig förvaltning på Örebro universitet och vid Högskolan i Borås.

## Fotnoter
1. ↑  Strömberg, Håkan; Lundell, Bengt (2014). Allmän förvaltningsrätt (26). Malmö: Liber. sid. 13–14. Libris 16601139. ISBN 9789147114863
2. ↑  12 kap. 1 § Regeringsformen (1974:152)
3. ↑  12 kap. 4 § Regeringsformen (1974:152)
4. ↑  12 kap. 4 § 2 stycket Regeringsformen (1974:152)
5. ↑  2 kap. 1 § Kommunallagen (2017:725)
6. ↑  RH 1993:27